# Пермутаційний тест
Пермутаці́йний крите́рій (тест) (англ. permutation test, також то́чний тест, англ. exact test) — такий статистичний критерій, у якому під час перевірки гіпотези ймовірність помилки першого роду завжди дорівнює рівню значущості. Відповідно, можна розрахувати точне p-значення (англ. exact p-value). Точні тести не використовують наближення великої вибірки (асимптотики за розміру вибірки, що прямує до нескінченності).
Одним із перших прикладів пермутаційного статистичного критерію є точний тест Фішера, що застосовується в аналізі таблиць спряженості для вибірок невеликих розмірів.